# Mandevilla permixta
Mandevilla permixta är en oleanderväxtart som beskrevs av R. E. Woodson. Mandevilla permixta ingår i släktet Mandevilla och familjen oleanderväxter. Inga underarter finns listade i Catalogue of Life.